# کولتس
کولتس (به آلمانی: Külz) یک شهر در آلمان است که در راین-هونسروک واقع شده‌است. کولتس ۴۸۷ نفر جمعیت دارد.